# Biston fasciaria
Biston fasciaria là một loài bướm đêm trong họ Geometridae.